# Carien Kleibeuker
Meiskelina Catharina Anna Kleibeuker –conocida como Carien Kleibeuker– (Róterdam, 12 de marzo de 1978) es una deportista neerlandesa que compitió en patinaje de velocidad sobre hielo. 
Participó en dos Juegos Olímpicos de Invierno, en los años 2006 y 2014, obteniendo una medalla de bronce en Sochi 2014, en la prueba de 5000 m. Ganó una medalla de plata en el Campeonato Mundial de Patinaje de Velocidad sobre Hielo en Distancia Individual de 2016.

## Palmarés internacional
| Juegos Olímpicos                           | Juegos Olímpicos | Juegos Olímpicos  | Juegos Olímpicos |
| Año                                        | Lugar            | Medalla           | Prueba           |
| ------------------------------------------ | ---------------- | ----------------- | ---------------- |
| 2014                                       | Sochi (Rusia)    | Medalla de bronce | 5000 m           |
| Campeonato Mundial en Distancia Individual |                  |                   |                  |
| Año                                        | Lugar            | Medalla           | Prueba           |
| 2016                                       | Kolomna (Rusia)  | Medalla de plata  | 5000 m           |